# Luís Peças
Luís Peças é um cantor lírico português.
Fez estudos na Escola de Música do Conservatório Nacional, em Lisboa, onde ingressou em 1986. Foi oboísta na Banda de Música de Alcobaça e na Banda de Música da Força Aérea Portuguesa. Contratenor, dedicou-se ao canto lírico, tendo sido bolseiro da Fundação Calouste Gulbenkian. Teve aulas de canto com Liliane Bizinech e aperfeiçoou-se em interpretação de Música Antiga, com Max Van Egmond e Jill Feldman. Em 1999 esteve em Londres, onde aperfeiçoou o repertório Barroco com o contratenor Rodney Gibson. Tem desenvolvido uma intensa actividade na participação em concertos, recitais e festivais de música, destacando a colaboração com a pianista Paulle Grimaldi e o Ensemble Barroco do Chiado. Tem actuado também em monumentos, museus, bibliotecas, universidades, autarquias e dioceses, a convite do IPPAR. Colaborou também na produção de vários espectáculos, salientando o musical Maldita Cocaína, de Filipe La Féria, em 1993. Em Alcobaça, integrou as Comemorações do 850º Aniversário da Fundação da Abadia de Alcobaça e a morte de São Bernardo, os 750 anos da Igreja do Mosteiro e as Comemorações do Ano Inesiano.